# Laserdance
Laserdance (по-русски произносится как лэйзердэнс) — голландский спэйссинт-проект продюсера Эрика ван Флита (Erik van Vliet), популярный в конце 1980-х — начале 1990-х годов.

## История
В 1983 вышел первый сингл Laserdance с одноимённым названием, снискавший успех в Европе.. В 1987 в студии звукозаписи Hotsound Records был записан первый альбом Laserdance «Future Generation» («Будущее поколение»), тепло встреченный публикой и проданный в количестве почти 150 тыс. копий. Альбом значительно повысил интерес к музыке в жанре спэйссинт, называвшемуся в те годы synthesizer dance (синтесайзер-дэнс).
С 1987 по 1995 проект выпустил 13 альбомов. Считается, что более поздним работам не хватало разнообразия в звучании и свежих идей. Тем не менее, у Laserdance было много поклонников, пока в 1995-м не вышел альбом «Guardian of Forever» («Страж вечности»), аранжированный, как считал Эрик ван Флит, в духе времени. Хотя альбом содержал и спэйссинтовые композиции, реакция поклонников была очень холодной. Это привело к остановке деятельности проекта.
Большая часть музыки Laserdance была сочинена композитором и продюсером Михилем ван дер Кёем (Michiel van der Kuy). Роб ван Эйк (Rob van Eijk) написал «Battle Cry» («Боевой клич») для альбома «Around The Planet» («Вокруг планеты»), а также ряд ранних синглов, впоследствии вошедших в сборники «Laserdance Orchestra Vol.1&2». В качестве автора ряда композиций на обложках изданий был указан Эрик ван Флит, однако в начале 2000-х появилась информация, что он не более чем владелец авторских прав на них.
С возвращением интереса к музыке 1980-х ван Флит делает попытку возродить Laserdance. К тому времени сотрудничество с ван дер Кёем и ван Эйком прекратилось, и потребовалось найти нового композитора.
В 2000 году выходит диск «Strikes Back» («Ответный удар»), музыку для которого написал Юлиус Вейнмален (Julius Wijnmaalen). Альбом был выпущен лейблом ZYX Music Germany и категоризован как trance, однако стиль альбома вряд ли можно отнести как к трансу, так и к спэйссинту. Среди отзывов слушателей преобладали негативные.
«Золотой состав» Laserdance работал в жанре спэйссинт как в составе проекта, так и вне его, причём ещё до разрыва с Эриком ван Флитом. Михиль ван дер Кёй, приобретя права на название проекта Koto, записывает несколько удачных дисков в конце 1980-х — начале 1990-х. В это же время он вместе с Робом ван Эйком выпускает альбом «Interplanetary Mission» («Межпланетная миссия») проекта Proxyon. Второй альбом Proxyon «The Return of Tarah» («Возвращение Тары») — самостоятельная работа Роба под псевдонимом Jay Vee (Яй Вее).
Композиции Михиля ван дер Кёя, написанные для проекта Rygar («Рэйгар»), официально выходили только на сборниках спэйссинта, а также были включены в изданный в 2004 году первый альбом проекта Area 51 «Jupiter Beyond» («Юпитер в вышине»), в рамках которого Михиль и Роб продолжают совместное творчество.

## Дискография

### Альбомы
- 1987: Future Generation
- 1988: Around The Planet
- 1989: Discovery Trip
- 1990: Changing Times
- 1991: Ambiente
- 1992: Technological Mind
- 1993: Hypermagic
- 1994: Fire on Earth
- 1994: Laserdance Orchestra Vol.1
- 1994: Laserdance Orchestra Vol.2
- 1995: The Guardian of Forever
- 1995: The 12" Mixes
- 1998: The Best Of Laserdance
- 2000: Strikes Back
- 2016: Force of Order
- 2018: Trans Space Express
- 2024: Mission Hyperdrive

### Area 51
Проект Михиля ван дер Кёя и Роба ван Эйка, начатый в 2000 году.
- Infinity
- 2004: Jupiter Beyond
- 2005: Message From Another Time

### Синглы
- 1983: Lazer Dance
- 1984: Goody’s Return
- 1986: Humanoid Invasion
- 1986: Humanoid Invasion (Remix)
- 1987: Battle Cry / Fear
- 1987: Power Run
- 1987: Power Run (Remix)
- 1988: Megamix Vol.1
- 1988: Laser Dance ('88 Remix)
- 1988: Shotgun (Into The Night)
- 1989: Megamix Vol.2
- 1989: Cosmo Tron
- 1990: Megamix Vol.3
- 1990: The Challenge
- 1991: Megamix Vol.4
- 1992: Technoid